# Tegenhangen

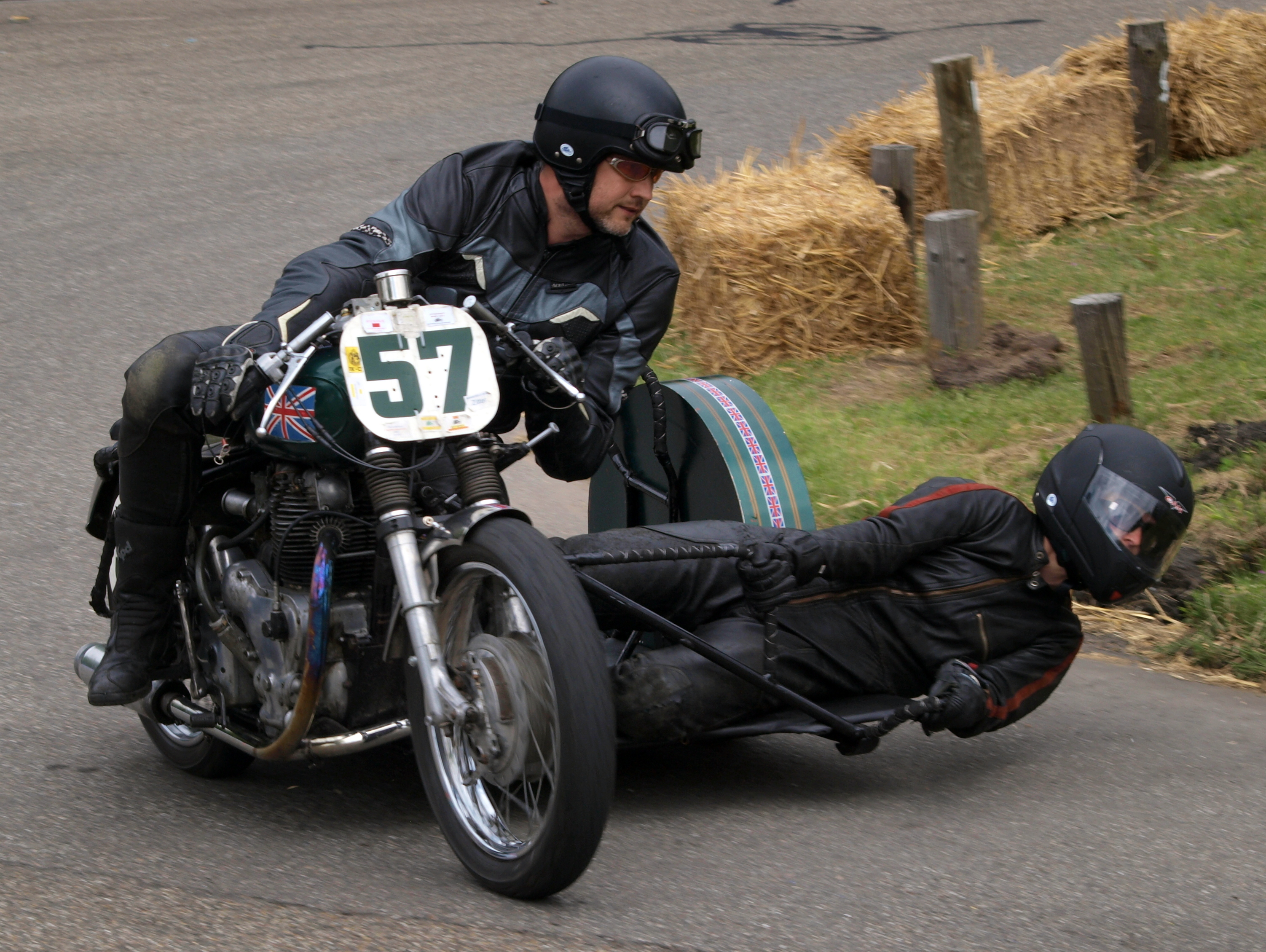
Tegenhangen met een zijspancombinatie.

De term tegenhangen heeft twee betekenissen die met motorrijden te maken hebben:
- Het rechtop blijven zitten van de duopassagier in bochten. Dit is een gevaarlijke gedraging die uit angst of onwetendheid is geboren, maar die het besturen van een motorfiets tot een hachelijke bezigheid kan maken.
- Het inleunen in bochten van de zijspanpassagier (bakkenist) om het omslaan van de combinatie te voorkomen. Bij een licht geconstrueerd zijspan kan dit belangrijk zijn, maar bij moderne zijspancombinaties is dit niet echt meer nodig.